# Cesare Calciati
Cesare Calciati (Piacenza, 16 marzo 1885 – Cremona, 1º settembre 1929) è stato un esploratore italiano.
Dal 1909 al 1911 accompagnò Fanny Bullock-Workman sull'Himalaya; compagno di Mario Piacenza nel 1913, dal 1923 al 1924 visse in Eritrea.
Lasciò numerose ed approfondite relazioni.